# República de Tarnobrzeg
La República de Tarnobrzeg (polaco: Republika Tarnobrzeska) fue un efímero Estado fundado por los socialistas Tomasz Dabal y el sacerdote Eugeniusz Okon el 6 de noviembre de 1918. Su capital era el pueblo polaco de Tarnobrzeg y los habitantes locales se mostraron partidarios de seguir las ideas comunistas de la Revolución de Octubre, reclamando una reforma agrícola y formando una milicia. Las tropas de la Segunda República de Polonia se anexaron el pequeño país en enero de 1919. 

## Fuente
- Esta obra contiene una traducción  derivada de «Republic of Tarnobrzeg» de Wikipedia en inglés, publicada por sus editores bajo la Licencia de documentación libre de GNU y la Licencia Creative Commons Atribución-CompartirIgual 4.0 Internacional.

- Datos: Q303836